# 2018-as Formula–1 ausztrál nagydíj
Az ausztrál nagydíj volt a 2018-as Formula–1 világbajnokság első futama, amelyet 2018. március 23. és március 25. között rendeztek meg a Melbourne Grand Prix Circuit versenypályán, Melbourne-ben.

## Választható keverékek
| Abroncs            | Friss | Használt |
| ------------------ | ----- | -------- |
| Lágy keverék       |       |          |
| Szuperlágy keverék |       |          |
| Ultralágy keverék  |       |          |
| Átmeneti esőgumi   |       |          |
| Teljes esőgumi     |       |          |

## Szabadedzések

### Első szabadedzés
Az ausztrál nagydíj első szabadedzését március 23-án, pénteken délelőtt tartották.
| helyezés | versenyző         | csapat/motor         | elért idő | különbség | futott kör |
| -------- | ----------------- | -------------------- | --------- | --------- | ---------- |
| 1        | Lewis Hamilton    | Mercedes             | 1:24,026  | −         | 27         |
| 2        | Valtteri Bottas   | Mercedes             | 1:24,577  | +0,551    | 29         |
| 3        | Max Verstappen    | Red Bull-TAG Heuer   | 1:24,771  | +0,745    | 26         |
| 4        | Kimi Räikkönen    | Ferrari              | 1:24,875  | +0,849    | 23         |
| 5        | Sebastian Vettel  | Ferrari              | 1:24,995  | +0,969    | 22         |
| 6        | Daniel Ricciardo  | Red Bull-TAG Heuer   | 1:25,063  | +1,037    | 25         |
| 7        | Romain Grosjean   | Haas-Ferrari         | 1:25,730  | +1,704    | 24         |
| 8        | Fernando Alonso   | McLaren-Renault      | 1:25,896  | +1,870    | 16         |
| 9        | Carlos Sainz Jr.  | Renault              | 1:25,922  | +1,896    | 23         |
| 10       | Stoffel Vandoorne | McLaren-Renault      | 1:26,482  | +2,456    | 15         |
| 11       | Pierre Gasly      | Toro Rosso-Honda     | 1:26,494  | +2,468    | 25         |
| 12       | Szergej Szirotkin | Williams-Mercedes    | 1:26,536  | +2,510    | 25         |
| 13       | Nico Hülkenberg   | Renault              | 1:26,583  | +2,557    | 25         |
| 14       | Esteban Ocon      | Force India-Mercedes | 1:26,605  | +2,579    | 30         |
| 15       | Lance Stroll      | Williams-Mercedes    | 1:26,636  | +2,610    | 30         |
| 16       | Sergio Pérez      | Force India-Mercedes | 1:26,767  | +2,741    | 26         |
| 17       | Kevin Magnussen   | Haas-Ferrari         | 1:27,035  | +3,009    | 13         |
| 18       | Brendon Hartley   | Toro Rosso-Honda     | 1:27,745  | +3,719    | 16         |
| 19       | Marcus Ericsson   | Sauber-Ferrari       | 1:27,964  | +3,938    | 28         |
| 20       | Charles Leclerc   | Sauber-Ferrari       | 1:28,853  | +4,827    | 28         |

### Második szabadedzés
Az ausztrál nagydíj második szabadedzését március 23-án, pénteken délután tartották.
| helyezés | versenyző         | csapat/motor         | elért idő | különbség | futott kör |
| -------- | ----------------- | -------------------- | --------- | --------- | ---------- |
| 1        | Lewis Hamilton    | Mercedes             | 1:23,931  | −         | 35         |
| 2        | Max Verstappen    | Red Bull-TAG Heuer   | 1:24,058  | +0,127    | 34         |
| 3        | Valtteri Bottas   | Mercedes             | 1:24,159  | +0,228    | 34         |
| 4        | Kimi Räikkönen    | Ferrari              | 1:24,214  | +0,283    | 39         |
| 5        | Sebastian Vettel  | Ferrari              | 1:24,451  | +0,520    | 38         |
| 6        | Romain Grosjean   | Haas-Ferrari         | 1:24,648  | +0,717    | 34         |
| 7        | Daniel Ricciardo  | Red Bull-TAG Heuer   | 1:24,721  | +0,790    | 28         |
| 8        | Fernando Alonso   | McLaren-Renault      | 1:25,200  | +1,269    | 28         |
| 9        | Kevin Magnussen   | Haas-Ferrari         | 1:25,246  | +1,315    | 30         |
| 10       | Stoffel Vandoorne | McLaren-Renault      | 1:25,285  | +1,354    | 34         |
| 11       | Carlos Sainz Jr.  | Renault              | 1:25,390  | +1,459    | 35         |
| 12       | Sergio Pérez      | Force India-Mercedes | 1:25,413  | +1,482    | 30         |
| 13       | Nico Hülkenberg   | Renault              | 1:25,463  | +1,532    | 35         |
| 14       | Lance Stroll      | Williams-Mercedes    | 1:25,543  | +1,612    | 32         |
| 15       | Esteban Ocon      | Force India-Mercedes | 1:25,888  | +1,957    | 33         |
| 16       | Brendon Hartley   | Toro Rosso-Honda     | 1:25,925  | +1,994    | 41         |
| 17       | Pierre Gasly      | Toro Rosso-Honda     | 1:25,945  | +2,014    | 39         |
| 18       | Szergej Szirotkin | Williams-Mercedes    | 1:25,974  | +2,043    | 37         |
| 19       | Marcus Ericsson   | Sauber-Ferrari       | 1:26,814  | +2,883    | 31         |
| 20       | Charles Leclerc   | Sauber-Ferrari       | 1:26,815  | +2,884    | 35         |

### Harmadik szabadedzés
Az ausztrál nagydíj harmadik szabadedzését március 24-én, szombaton délelőtt tartották, nedves körülmények között.
| helyezés | versenyző         | csapat/motor         | elért idő  | különbség | futott kör |
| -------- | ----------------- | -------------------- | ---------- | --------- | ---------- |
| 1        | Sebastian Vettel  | Ferrari              | 1:26,067   | −         | 15         |
| 2        | Kimi Räikkönen    | Ferrari              | 1:28,499   | +2,432    | 13         |
| 3        | Marcus Ericsson   | Sauber-Ferrari       | 1:28,890   | +2,823    | 14         |
| 4        | Max Verstappen    | Red Bull-TAG Heuer   | 1:31,680   | +5,613    | 8          |
| 5        | Carlos Sainz Jr.  | Renault              | 1:33,172   | +7,105    | 11         |
| 6        | Daniel Ricciardo  | Red Bull-TAG Heuer   | 1:34,043   | +7,976    | 14         |
| 7        | Valtteri Bottas   | Mercedes             | 1:34,174   | +8,107    | 14         |
| 8        | Lewis Hamilton    | Mercedes             | 1:34,225   | +8,158    | 7          |
| 9        | Stoffel Vandoorne | McLaren-Renault      | 1:34,233   | +8,166    | 15         |
| 10       | Fernando Alonso   | McLaren-Renault      | 1:34,298   | +8,231    | 13         |
| 11       | Pierre Gasly      | Toro Rosso-Honda     | 1:34,990   | +8,923    | 16         |
| 12       | Brendon Hartley   | Toro Rosso-Honda     | 1:35,438   | +9,371    | 16         |
| 13       | Szergej Szirotkin | Williams-Mercedes    | 1:35,589   | +9,522    | 16         |
| 14       | Lance Stroll      | Williams-Mercedes    | 1:35,828   | +9,761    | 8          |
| 15       | Romain Grosjean   | Haas-Ferrari         | 1:36,171   | +10,104   | 6          |
| 16       | Charles Leclerc   | Sauber-Ferrari       | 1:36,448   | +10,381   | 12         |
| 17       | Kevin Magnussen   | Haas-Ferrari         | 1:36,807   | +10,740   | 7          |
| 18       | Nico Hülkenberg   | Renault              | 1:38,482   | +12,415   | 8          |
| 19       | Esteban Ocon      | Force India-Mercedes | idő nélkül | –         | 1          |
| 20       | Sergio Pérez      | Force India-Mercedes | idő nélkül | –         | 1          |

## Időmérő edzés
Az ausztrál nagydíj időmérő edzését március 24-én, szombaton délután futották.
| helyezés              | rajtszám | versenyző         | csapat/motor         | 1. rész  | 2. rész  | 3. rész    | rajthely | futott kör |
| --------------------- | -------- | ----------------- | -------------------- | -------- | -------- | ---------- | -------- | ---------- |
| 1                     | 44       | Lewis Hamilton    | Mercedes             | 1:22,824 | 1:22,051 | 1:21,164   | 1        | 20         |
| 2                     | 7        | Kimi Räikkönen    | Ferrari              | 1:23,096 | 1:22,507 | 1:21,828   | 2        | 17         |
| 3                     | 5        | Sebastian Vettel  | Ferrari              | 1:23,348 | 1:21,944 | 1:21,838   | 3        | 20         |
| 4                     | 33       | Max Verstappen    | Red Bull-TAG Heuer   | 1:23,483 | 1:22,416 | 1:21,879   | 4        | 18         |
| 5                     | 3        | Daniel Ricciardo  | Red Bull-TAG Heuer   | 1:23,494 | 1:22,897 | 1:22,152   | 8[1]     | 17         |
| 6                     | 20       | Kevin Magnussen   | Haas-Ferrari         | 1:23,909 | 1:23,300 | 1:23,187   | 5        | 17         |
| 7                     | 8        | Romain Grosjean   | Haas-Ferrari         | 1:23,671 | 1:23,468 | 1:23,339   | 6        | 17         |
| 8                     | 27       | Nico Hülkenberg   | Renault              | 1:23,782 | 1:23,544 | 1:23,532   | 7        | 16         |
| 9                     | 55       | Carlos Sainz Jr.  | Renault              | 1:23,529 | 1:23,061 | 1:23,577   | 9        | 17         |
| 10                    | 77       | Valtteri Bottas   | Mercedes             | 1:23,686 | 1:22,089 | idő nélkül | 15[2]    | 16         |
| 11                    | 14       | Fernando Alonso   | McLaren-Renault      | 1:23,597 | 1:23,692 |            | 10       | 14         |
| 12                    | 2        | Stoffel Vandoorne | McLaren-Renault      | 1:24,073 | 1:23,853 |            | 11       | 14         |
| 13                    | 11       | Sergio Pérez      | Force India-Mercedes | 1:24,344 | 1:24,005 |            | 12       | 14         |
| 14                    | 18       | Lance Stroll      | Williams-Mercedes    | 1:24,464 | 1:24,230 |            | 13       | 13         |
| 15                    | 31       | Esteban Ocon      | Force India-Mercedes | 1:24,503 | 1:24,786 |            | 14       | 16         |
| 16                    | 28       | Brendon Hartley   | Toro Rosso-Honda     | 1:24,532 |          |            | 16       | 8          |
| 17                    | 9        | Marcus Ericsson   | Sauber-Ferrari       | 1:24,556 |          |            | 17       | 9          |
| 18                    | 16       | Charles Leclerc   | Sauber-Ferrari       | 1:24,636 |          |            | 18       | 9          |
| 19                    | 35       | Szergej Szirotkin | Williams-Mercedes    | 1:24,922 |          |            | 19       | 8          |
| 20                    | 10       | Pierre Gasly      | Toro Rosso-Honda     | 1:25,295 |          |            | 20       | 7          |
| 107%-os idő: 1:28,621 |          |                   |                      |          |          |            |          |            |

Megjegyzés:
- ↑ 1:  — Daniel Ricciardo nem lassított eléggé piros zászló hatálya alatt a második szabadedzésen, ezért 3 rajthelyes büntetést kapott a futamra.[3]
- ↑ 2:  — Valtteri Bottas a Q3 elején összetörte az autóját, így nem tudott mért kört futni a Q3-ban.[4] Az autójában később sebességváltót is kellett cserélni, ezért 5 rajthelyes büntetést kapott.[5]

## Futam
Az ausztrál nagydíj futama március 25-én, vasárnap rajtolt.
| helyezés | rajtszám | versenyző         | csapat/motor         | futott kör | idő/kiesés oka | rajthely | abroncs | pont |
| -------- | -------- | ----------------- | -------------------- | ---------- | -------------- | -------- | ------- | ---- |
| 1        | 5        | Sebastian Vettel  | Ferrari              | 58         | 1:29:33,283    | 3        |         | 25   |
| 2        | 44       | Lewis Hamilton    | Mercedes             | 58         | +5,036         | 1        |         | 18   |
| 3        | 7        | Kimi Räikkönen    | Ferrari              | 58         | +6,309         | 2        |         | 15   |
| 4        | 3        | Daniel Ricciardo  | Red Bull-TAG Heuer   | 58         | +7,069         | 8        |         | 12   |
| 5        | 14       | Fernando Alonso   | McLaren-Renault      | 58         | +27,886        | 10       |         | 10   |
| 6        | 33       | Max Verstappen    | Red Bull-TAG Heuer   | 58         | +28,945        | 4        |         | 8    |
| 7        | 27       | Nico Hülkenberg   | Renault              | 58         | +32,671        | 7        |         | 6    |
| 8        | 77       | Valtteri Bottas   | Mercedes             | 58         | +34,339        | 15       |         | 4    |
| 9        | 2        | Stoffel Vandoorne | McLaren-Renault      | 58         | +34,921        | 11       |         | 2    |
| 10       | 55       | Carlos Sainz Jr.  | Renault              | 58         | +45,722        | 8        |         | 1    |
| 11       | 11       | Sergio Pérez      | Force India-Mercedes | 58         | +46,817        | 12       |         |      |
| 12       | 31       | Esteban Ocon      | Force India-Mercedes | 58         | +1:00,278      | 14       |         |      |
| 13       | 16       | Charles Leclerc   | Sauber-Ferrari       | 58         | +1:15,759      | 18       |         |      |
| 14       | 18       | Lance Stroll      | Williams-Mercedes    | 58         | +1:18,288      | 13       |         |      |
| 15       | 28       | Brendon Hartley   | Toro Rosso-Honda     | 57         | +1 kör         | 16       |         |      |
| ki       | 8        | Romain Grosjean   | Haas-Ferrari         | 24         | kerék          | 6        |         |      |
| ki       | 20       | Kevin Magnussen   | Haas-Ferrari         | 22         | kerék          | 5        |         |      |
| ki       | 10       | Pierre Gasly      | Toro Rosso-Honda     | 13         | erőforrás      | 20       |         |      |
| ki       | 9        | Marcus Ericsson   | Sauber-Ferrari       | 5          | hidraulika     | 17       |         |      |
| ki       | 35       | Szergej Szirotkin | Williams-Mercedes    | 4          | fékek          | 19       |         |      |

## A világbajnokság állása a verseny után
| H   | Versenyzők        | Pont | H   | Konstruktőrök        | Pont |
| --- | ----------------- | ---- | --- | -------------------- | ---- |
| 1.  | Sebastian Vettel  | 25   | 1.  | Ferrari              | 40   |
| 2.  | Lewis Hamilton    | 18   | 2.  | Mercedes             | 22   |
| 3.  | Kimi Räikkönen    | 15   | 3.  | Red Bull-TAG Heuer   | 20   |
| 4.  | Daniel Ricciardo  | 12   | 4.  | McLaren-Renault      | 12   |
| 5.  | Fernando Alonso   | 10   | 5.  | Renault              | 7    |
| 6.  | Max Verstappen    | 8    | 6.  | Force India-Mercedes | 0    |
| 7.  | Nico Hülkenberg   | 6    | 7.  | Sauber-Ferrari       | 0    |
| 8.  | Valtteri Bottas   | 4    | 8.  | Williams-Mercedes    | 0    |
| 9.  | Stoffel Vandoorne | 2    | 9.  | Toro Rosso-Honda     | 0    |
| 10. | Carlos Sainz Jr.  | 1    | 10. | Haas-Ferrari         | 0    |

(A teljes táblázat)

## Statisztikák
- Vezető helyen:
  - Lewis Hamilton: 18 kör (1-18)
  - Sebastian Vettel: 40 kör (19-58)
- Lewis Hamilton 73. pole-pozíciója.
- Sebastian Vettel 48. futamgyőzelme.
- Daniel Ricciardo 10. versenyben futott leggyorsabb köre.
- A Ferrari 231. futamgyőzelme.
- Sebastian Vettel 100., Lewis Hamilton 118., Kimi Räikkönen 92. dobogós helyezése.
- Sebastian Vettel 200. nagydíjhétvégéje.[7]
- Charles Leclerc és Szergej Szirotkin első Formula–1-es versenye.